# Virtudes cardinales y teologales y la ley
Virtudes cardinales y teologales y la ley (Virtù Cardinali e Teologali e la Legge) es un fresco del artista Rafael Sanzio. Fue finalizado en 1511 y tiene una anchura en la base de 660 cm. Fue realizado por el taller del artista. Se encuentra en el luneto de una de las paredes de la Sala de la Signatura (Stanza della Segnatura), uno de los habitáculos que hoy en día son conocidos como las estancias de Rafael, ubicadas en el Palacio Apostólico de la Ciudad del Vaticano y que forman parte de los Museos Vaticanos. 

## Características
Las virtudes representadas por los personajes femeninos son: la Prudencia, la Templanza y la Fortaleza. La Prudencia es la figura femenina del centro. La Templanza está a la derecha. La Fortaleza queda a la izquierda, sosteniendo con fuerza un árbol, en concreto un roble, considerado el epítome de la robustez y que, al tiempo, sirve como homenaje al papa Julio II, della Rovere. Pero no sólo estarían representadas estas virtudes, sino también la teologales, a través de los angelotes (putti) que aparecen acompañando a las figuras femeninas. El putto de la derecha del todo que apunta al cielo es la Esperanza. Al lado de la figura central, la Prudencia, hay dos angelotes; el que sostiene un candelabro sería la Fe. Finalmente, al lado de la figura femenina de la izquierda, la Fortaleza, hay un ángel cogiendo frutos de un árbol: se trata de la Caridad. Quedaría por identificar qué es o qué simboliza el niño angelote que queda al otro lado de la figura central; puede ser mero sostén del espejo, atributo de la Prudencia, o aludir a la Primera epístola a los corintios de Pablo de Tarso 13:12: «Ahora vemos por espejo, oscuramente...»; o la segunda epístola, 3:18, en la que se habla de los cristianos, «con el rostro descubierto y reflejando como en un espejo la gloria del Señor...».
De las virtudes cardinales, faltaría la Justicia, pero la misma ha de entenderse representada por los frescos que quedan debajo de este luneto, alegorías de la Jurisprudencia, con dos escenas relativas al tema, una a cada lado de la ventana de esta pared: a la izquierda aparece la Entrega de las Pandectas al emperador Justiniano y, a la derecha, Entrega de los Decretales al papa Gregorio IX. Otra teoría, expuesta por Edgar Wind, alude a que, según La República de Platón, «la Justicia tiene tanta fuerza que la cede a cada una de las otras virtudes». También podríamos señalar que, del mismo modo que la Escuela de Atenas está presidida por la ciencia (definida como la ‘Causarum cognitio’), las virtudes cardinales y teologales se sitúan justo debajo de una alegoría de la justicia, expuesta en el techo con la espada y la balanza, símbolos inequívocos de la justicia.

## Galería

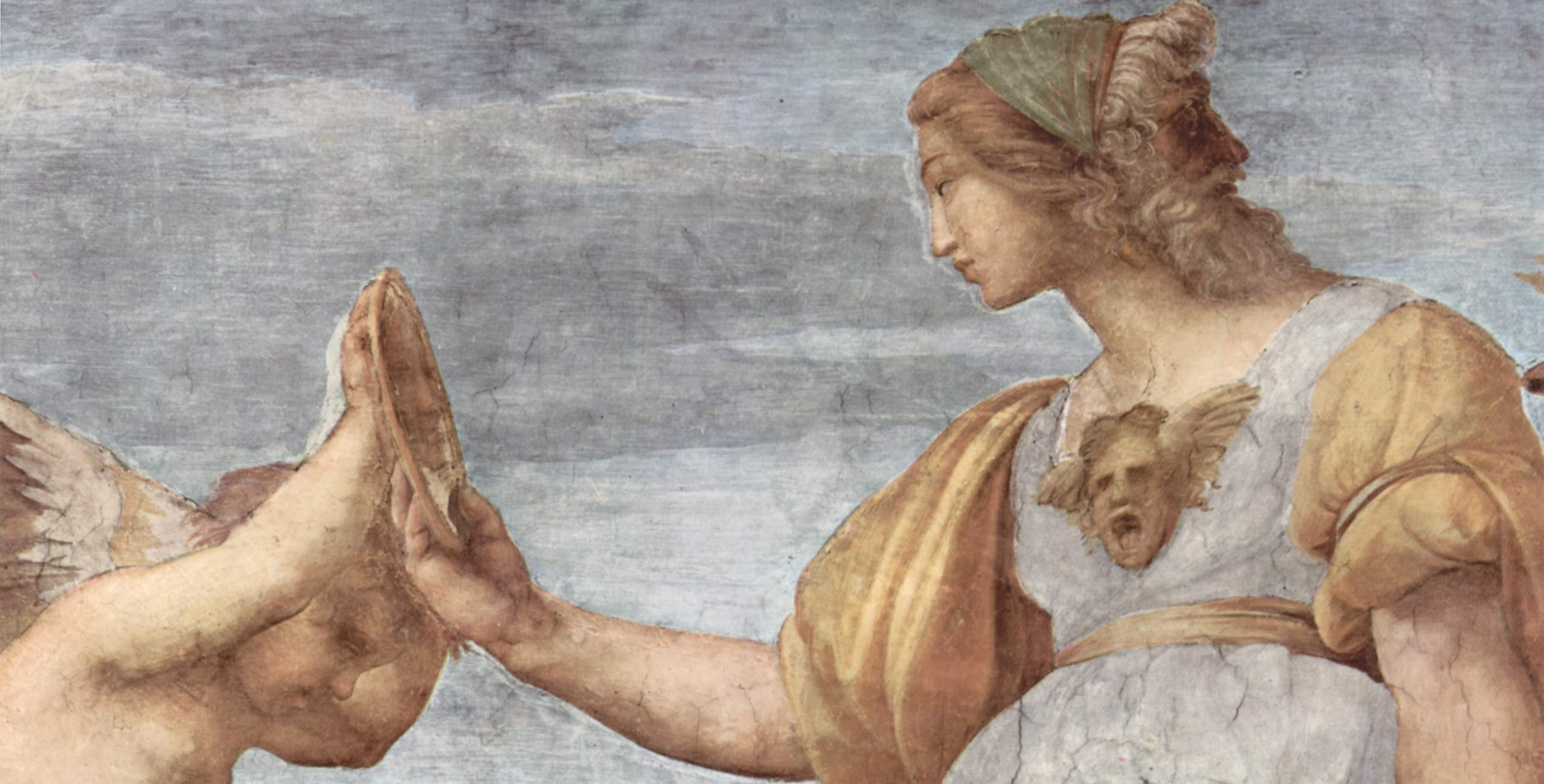
La Prudencia, mirándose en el espejo
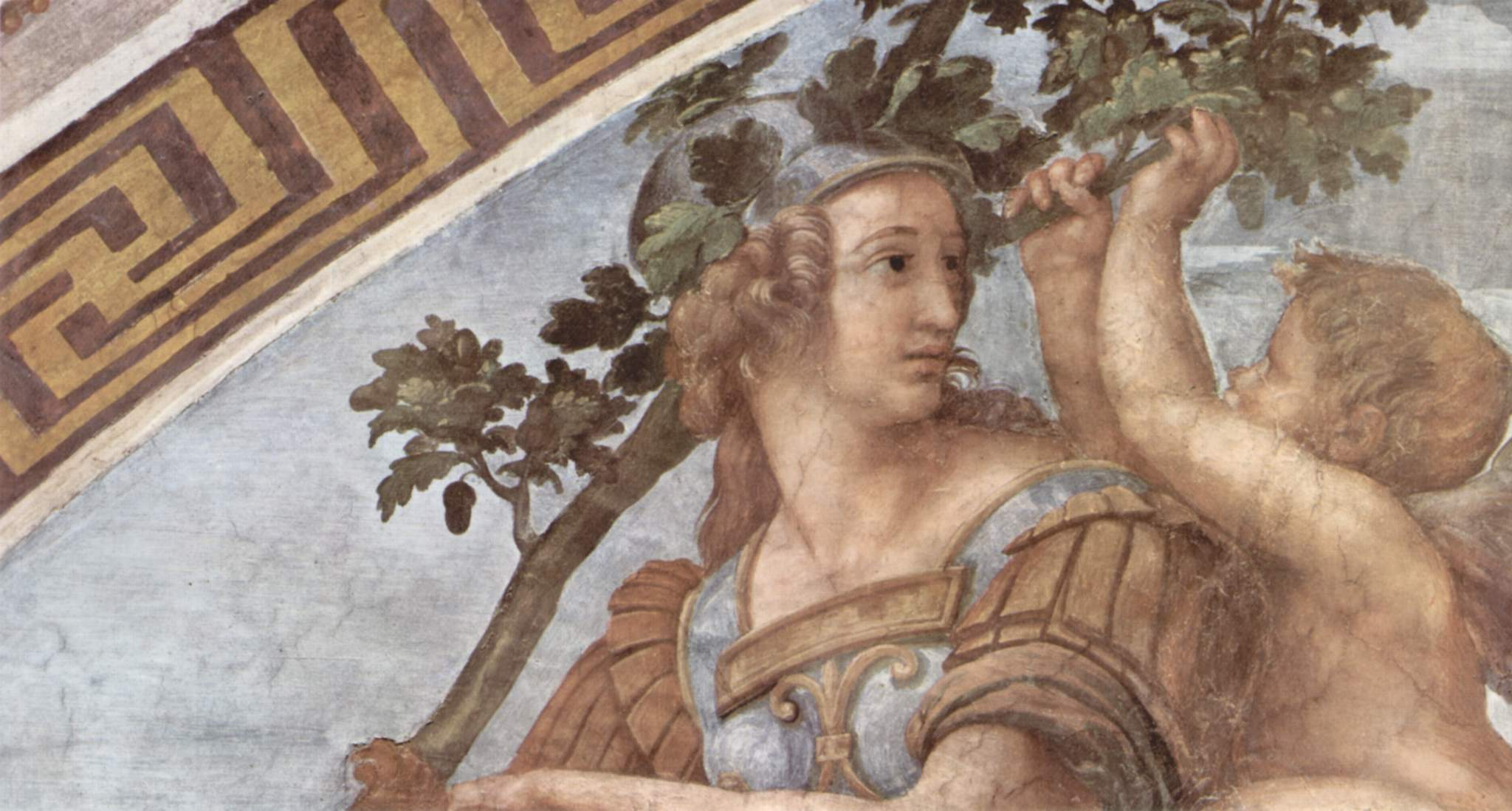
La Fortaleza, con la Caridad cogiendo frutos del roble